# Afrobrianax invittatus
Afrobrianax invittatus is een keversoort uit de familie keikevers (Psephenidae). De wetenschappelijke naam van de soort werd in 1951 gepubliceerd door Maurice Pic.